# Волейбол на летних Олимпийских играх 2020 (составы, мужчины)
На этой странице приведены составы мужских команд, которые принимали участие в турнире по волейболу на XXXII Олимпийских играх в Токио.
В заявку команды разрешено включать 12 волейболистов. Указаны клубы, в которых игроки выступали в сезоне-2020/21.

## Аргентина
Главный тренер: Марсело Мендес, тренеры: Эдуардо Дилео, Рубен Эйрас.

## Бразилия
Главный тренер: Ренан дал Зотто, тренеры: Карлос Шванке, Рикардо Табак, Ренато Бакки.

## Венесуэла
Главный тренер: Рональд Сарти, тренер: Умберто Монтес де Ока.

## Иран
Главный тренер: Владимир Алекно (Россия), тренеры: Томазо Тотоло (Италия), Мохаммадреза Тондраван.

## Италия
Главный тренер: Джанлоренцо Бленджини, тренеры: Антонио Валентини, Франческо Маттиоли, Самуэле Папи.

## Канада
Главный тренер: Гленн Хоаг, тренеры: Дэн Льюис, Джино Бруссо, Майкл Кук.

## ОКР
Главный тренер: Туомас Саммелвуо (Финляндия), тренеры: Игорь Шулепов, Денис Попов.

## Польша
Главный тренер: Витал Хейнен (Бельгия), тренеры: Михал Гоголь, Себастьян Павлик.

## США
Главный тренер: Джон Спироу, тренеры: Брайан Торнтон, Аарон Брок.

## Тунис
Главный тренер: Антонио Джакоббе (Италия), тренер: Мруан Фехри.

## Франция
Главный тренер: Лоран Тийи, тренеры: Арно Жоссеран, Паоло Перрон.

## Япония
Главный тренер: Юити Накагаити, тренеры: Филипп Блэн (Франция).